# Мигаловский, Константин Александрович
Константин Александрович Мигаловский (22 февраля (7 марта) 1893 — 3 июля 1939) – российский и советский военный моряк, капитан 1-го ранга (1935). Флагманский штурман военно-морских сил РККА.

## Служба в Императорском флоте
Родился в семье чиновника казначейства. После окончания Новгородского реального училища был зачислен в Морской корпус. 21 октября 1910 года произведен в чин гардемарина. После окончания Морского корпуса произведен 14 апреля 1913 года в чин корабельного гардемарина. Совершил заграничное плавание на крейсере «Богатырь», по окончании которого произведен 5 октября 1913 года в чин мичмана. В 1913 году награжден юбилейной светло-бронзовой медалью «300 лет дому Романовых». 24 апреля 1914 года назначен вахтенным начальником канонерской лодки «Бобр».
В должности штурманского офицера канонерской лодки «Грозящий» принимал участие в боевых действиях в Балтийском море. 19 февраля 1915 года назначен командиром тральщика «Минреп». 8 марта 1915 года награжден орденом Св. Станислава III степени с мечами и бантом . В 1915-1916 годах обучался в Штурманском офицерском классе. 22 января 1916 года награжден орденом Св. Анны III степени с мечами и бантом. 10 апреля 1916 года произведен в чин лейтенанта. 10 марта 1917 года назначен старшим офицером канонерской лодки «Бобр», а 30 августа избран её командиром. 
После Октябрьской революции был демобилизован 10 марта 1918 года. Вернулся в родной город, где работал переписчиком Союза потребительских обществ, преподавателем музыки, чертёжником конторы по шлюзованию реки Шексны, дирижёром симфонического оркестра при Губнаробразе. Арестовывался ВЧК, но вскоре был освобожден.

## Служба в РККФ
9 июля 1919 года мобилизован в РККФ и 27 июля назначен флаг-штурманом. 13 апреля 1920 года назначен начальником оперативной части Онежской флотилии. C 15 апреля временно исполнял обязанности начальника штаба Онежской флотилии. 13-14 сентября 1919 года в должности начальника группы заградителей участвовал в высадке десанта у острова Климецкий.
24 июля 1920 года назначен флаг-штурманом Действующего отряда судов Черного моря. 5 октября 1921 года назначен командиром канонерской лодки «Буденный». 3 февраля 1922 года назначен командиром канонерской лодки «Терец» и начальником дивизиона  канонерских лодок Морских сил Чёрного моря. 9 августа 1922 года назначен начальником оперативной части штаба Морских сил Чёрного моря. С 25 июля 1923 года исполнял должность флагманского штурмана штаба Морских сил Чёрного моря, 4 марта 1924 года утвержден в занимаемой должности. Одновременно, в августе-октябре 1923 года исполнял обязанности старшего штурмана флагманского крейсера «Коминтерн». В сентябре-октябре 1925 года временно исполнял обязанности штурмана группы эскадренных миноносцев в заграничном плавании. В октябре-ноябре 1925 года исполнял обязанности начальника оперативной части Походного штаба начальника Морских сил Чёрного моря.
2 апреля 1926 года назначен флагманским штурманом штаба РККФ. 31 августа назначен старшим инспектором штурманской службы 2-го отдела Учебно-строевого управления Управления военно-морских сил РККА. В связи с десятилетием РККА награжден серебряными часами «Стойкому защитнику пролетарской революции от РВС СССР». В 1931 году назначен заместителем начальника 1-го сектора 1-го Управления УВМС РККА. В 1932 году назначен инспектором штурманской части 2-го Управления УВМС РККА. 20 января 1935 года назначен инспектором штурманской службы 1-го отдела УМС РККА со служебной категорией К-11. 2 декабря 1935 года присвоено звание капитана 1-го ранга. 3 февраля 1938 года назначен старшим преподавателем Военно-морской академии. В 1938 году награжден медалью «ХХ лет РККА».
25 сентября 1938 года уволен из рядов РККА  и вскоре арестован. 14 марта 1939 года приговорен военным трибуналом к высшей мере наказания и 3 июля того же года расстрелян. 28 ноября 1956 года реабилитирован.

## Сочинения
- Учебная книга для рулевых. — М.: Гос. воен. изд-во, 1934. — 148 с.
- Штурманское дело на шлюпке. — М.: Осоавиахим, 1937. — 135 с.